# Галеон Теттиен Север Марк Эппулей Прокул Тиберий Цепион Гиспон
Галеон Теттиен Север Марк Эппулей Прокул Тиберий Цепион Гиспон (лат. Galeo Tettienus Severus Marcus Eppuleius Proculus Tiberius Caepio Hispos) — римский политический деятель конца I века — начала II века.
Его отцом был консул-суффект 76 года Галеон Теттиен Петрониан. Вероятно, Галеон жил в Медиолане. Карьеру он начал военным трибуном VII Клавдиева легиона. До 94 года Гиспон был децемвиром по судебным разбирательствам. Затем он находился на постах городского квестора и народного трибуна.
Около 94/95 года Гиспон занимал должность претора, после чего был префектом военной казны империи. В 99/100 году он был проконсулом Бетики. В 102/103 году Галеон занимал должность консула-суффекта. Возможно, в 117/118 году он был проконсулом Азии.